# Sarothrogammarus cataractae
Sarothrogammarus cataractae is een vlokreeftensoort uit de familie van de Gammaridae. De wetenschappelijke naam van de soort is voor het eerst geldig gepubliceerd in 1995 door Stock.